# NGC 4064
NGC 4064 este o galaxie spirală situată în constelația Părul Berenicei. A fost descoperită în 29 decembrie 1861 de către Heinrich Louis d'Arrest. Se află la o distanță de 8,79 megaparseci de Pământ.